# Gare de Lavaur
La gare de Lavaur est une gare ferroviaire française de la ligne de Montauban-Ville-Bourbon à La Crémade, située sur le territoire de la commune de Lavaur dans le département du Tarn, en région Occitanie.
Elle est mise en service en 1888 par la Compagnie des chemins de fer du Midi et du Canal latéral à la Garonne (Midi). 
C'est une gare voyageurs de la Société nationale des chemins de fer français (SNCF) du réseau TER Occitanie, desservie par des trains express régionaux.

## Situation ferroviaire
Établie à 141 mètres d'altitude, la gare de Lavaur est située au point kilométrique (PK) 264,501 de la ligne de Montauban-Ville-Bourbon à La Crémade, entre les gares ouvertes des Cauquillous et de Damiatte - Saint-Paul, s'intercale les gares fermées de Fiac et de Brazis.

## Histoire
La station de Lavaur est mise en service le 4 mars 1888 par la Compagnie des chemins de fer du Midi et du Canal latéral à la Garonne (Midi), lorsqu'elle ouvre à l'exploitation la section de Saint-Sulpice à La Crémade qui permet l'ouverture de la totalité de la ligne de Montauban à Castres.
En 2014, c'est une gare voyageur d'intérêt régional (catégorie B : la fréquentation est supérieure ou égale à 100 000 voyageurs par an de 2010 à 2011), qui dispose de deux quais (dont un central), trois abris et une passerelle.

## Fréquentation
En 2014, selon les estimations de la SNCF, la fréquentation annuelle de la gare était de 143 720 voyageurs.
De 2015 à 2023, selon les estimations de la SNCF, la fréquentation annuelle de la gare s'élève aux nombres indiqués dans le tableau ci-dessous :
| Année                      | 2015    | 2016    | 2017    | 2018    | 2019    | 2020    | 2021    | 2022    | 2023    |
| -------------------------- | ------- | ------- | ------- | ------- | ------- | ------- | ------- | ------- | ------- |
| Voyageurs seuls            | 154 669 | 138 951 | 149 360 | 121 098 | 137 284 | 98 271  | 123 472 | 149 312 | 157 960 |
| Voyageurs et non voyageurs | 193 336 | 173 689 | 186 700 | 151 372 | 171 606 | 122 839 | 154 341 | 186 640 | 197 450 |

## Service des voyageurs

### Accueil
Gare SNCF, elle dispose d'un bâtiment voyageurs, avec guichet, ouvert tous les jours. Elle est équipée d'automates pour l'achat de titres de transport TER.
Une passerelle permet la traversée des voies et l'accès aux quais.

### Desserte
Lavaur est une gare voyageurs du réseau TER Occitanie, desservie par des trains express régionaux de la relation Toulouse - Castres - Mazamet (ligne 9).

### Intermodalité
Un parc pour les vélos (8 consignes individuelles et 14 accroches vélos) et un parking pour les véhicules y sont aménagés.
Elle est desservie par des cars TER, ligne Toulouse-Mazamet, et des bus du réseau Tarn'bus.

## Patrimoine ferroviaire
Elle dispose d'un ancien bâtiment voyageurs, avec un corps central, à deux ouverture et un étage sous une toiture à deux pans, encadré par deux ailes, en rez-de-chaussée à deux ouvertures sous une toiture à deux pans, et avec une marquise côté voies. Sur le site de la gare il y a également une ancienne halle à marchandises avec six ouvertures.